# Triptolemos

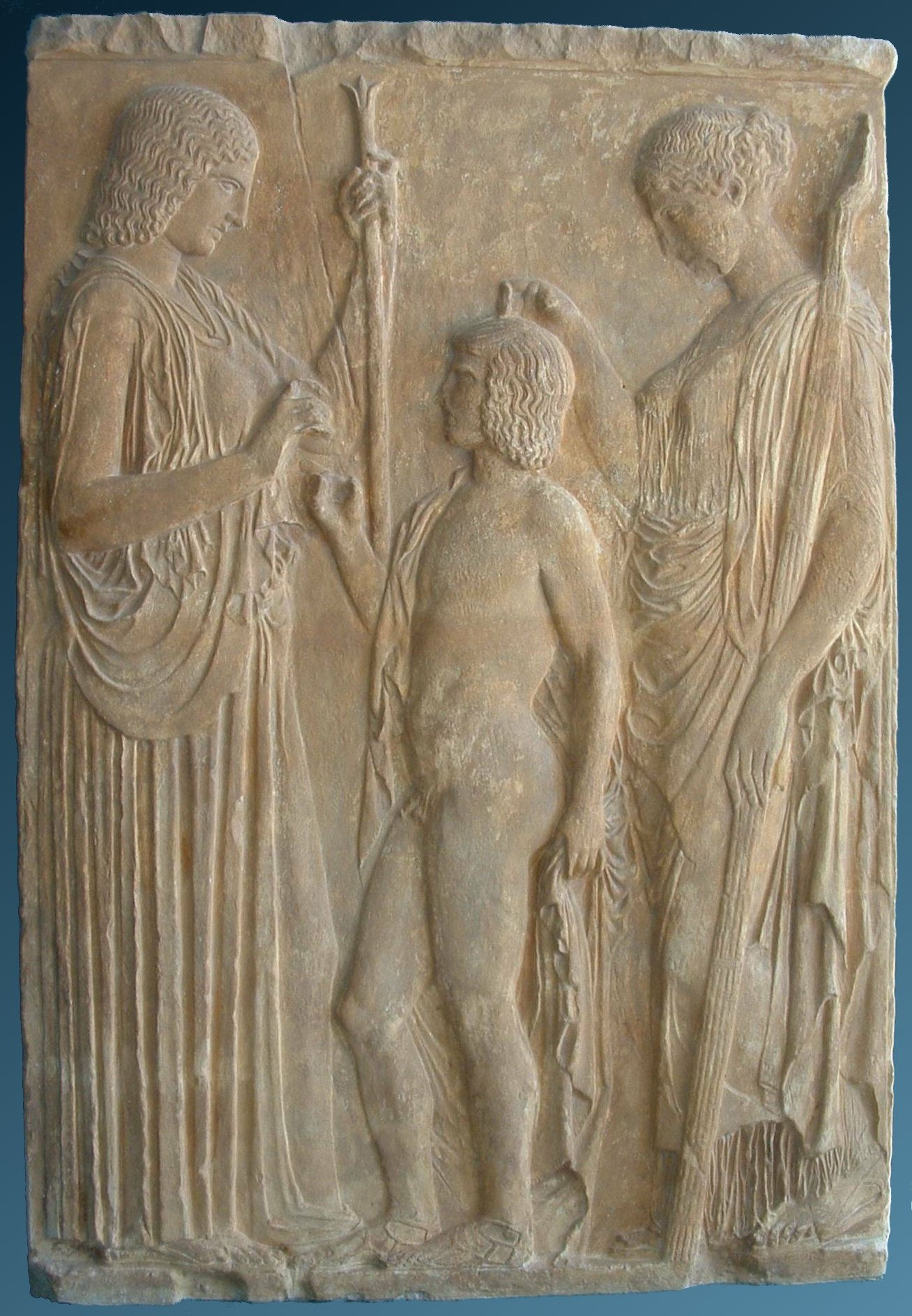
Triptolemos zwischen Demeter (links), die ihm Ähren reicht, und Persephone (rechts), die ihn segnet (Votivrelief aus Eleusis, ca. 440–430 v. Chr., NAMA)

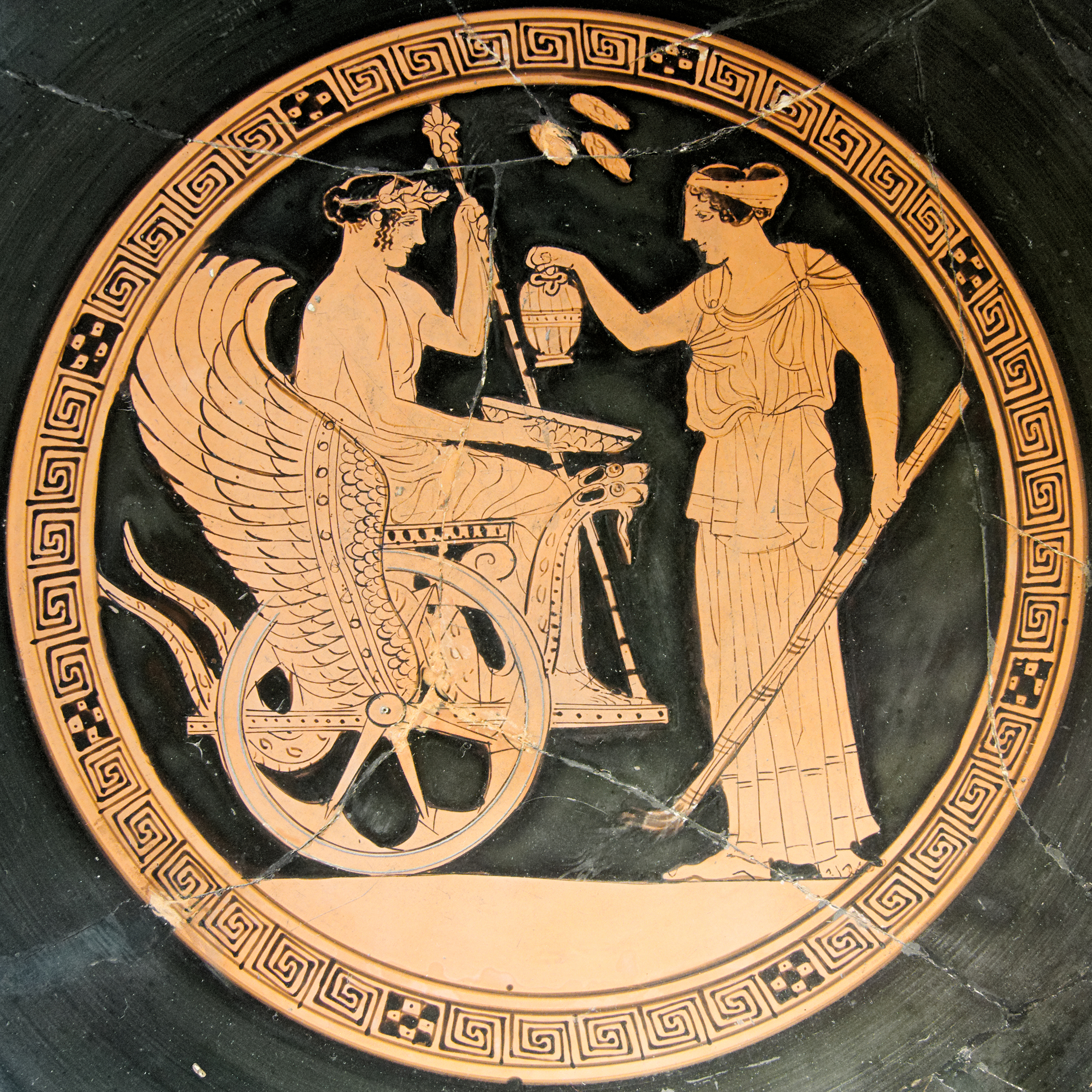
Triptolemos und Kore auf einer rotfigurigen Schale

Triptolemos (altgriechisch Τριπτόλεμος Triptólemos) ist in der griechischen Mythologie der Verbreiter des Ackerbaues und der Kultur überhaupt und zentraler Heros der Eleusinischen Mysterien.

## Mythos
Im Homerischen Hymnos, der ältesten Quelle, ist Triptolemos neben Keleos, dem König von Eleusis, einer der Herren von Eleusis, die von Demeter als erste in die Mysterien eingeführt werden. Dementsprechend wurde er ursprünglich als ein bärtiger, erwachsener Mann, auf einem Wagen stehend mit Ährenkranz und Ährenbündel geschmückt dargestellt.
Später wird er zum Jüngling, wie auf der berühmten Votivtafel aus Eleusis. Seine Genealogie ist sehr unsicher. Pausanias sagt, dass den Bewohnern von Argos zufolge Eubuleus und Triptolemos Söhne des Trochilos waren. Nach Musaios aber sei Triptolemos ein Sohn der Ge und des Okeanos, nach den Orphikern wieder zusammen mit Eubuleus Söhne des Dysaules, dem Gatten der Baubo. Nach einem athenischen Dichter sei aber Triptolemos ein Bruder des Kerkyon, seine Mutter eine Tochter von Amphiktyon und sein Vater sei Raros, Sohn des Kranaos. Und an diesem Punkt bricht Pausanias ab mit der Bemerkung, er hätte zwar mehr schreiben wollen, aber im Traum hätte er eine Warnung erhalten und daher wolle er lieber über Dinge schreiben, die jedermann lesen dürfe. Hyginus schließlich nennt als Eltern des Triptolemos Eleusinos und Kothonea.
Die eleusinische Form des Mythos ist in den Fasti des Ovid als Teil der Erzählung vom Raub der Persephone wiedergegeben:
Hier ist Triptolemos, der Sohn des Keleos und der Metaneira, zunächst das kränkliche Kind des alten Keleos. Der findet die von der Suche nach ihrer geraubten Tochter erschöpfte Demeter trauernd am Wegrand sitzen in Gestalt eines alten Weibes. Mitleidig nimmt er sie bei sich auf.
Als sie in der Hütte des Keleos ankommen, sind alle in Trauer, da keiner mehr an die Rettung des Knaben glaubt. Als aber die Göttin ihn mitleidig küsst, kehrt er ins Leben zurück und gesundet zusehends.
Später, mitten in der Nacht nimmt Demeter ihn auf den Schoß, spricht drei geheime Sprüche über ihn und bedeckt ihn dann mit Glut aus dem Herd, um alles Sterbliche aus ihm wegzubrennen und ihn so unsterblich zu machen. Da erwacht Metaneira, erhebt ein Geschrei und reißt das Kind aus der Glut. Darauf spricht die Göttin:

„Unversehns hast Du gesündigt: Mutterfurcht wendet die Gabe ab und der Knabe bleibt dem Tode verfallen, doch zuvor wird er ackern und säen und ernten.“

Daher wird Triptolemos von Demeter mit Ähren beschenkt, im Ackerbau unterwiesen und ausgesandt, die Menschen den Getreideanbau zu lehren. Er fuhr auf einem mit Drachen bespannten Wagen über die ganze Erde dahin und streute Getreidesamen aus. Nach seiner Zurückkunft nach Eleusis wollte Keleos ihn töten lassen, musste ihm jedoch auf Befehl der Demeter die Herrschaft überlassen. Als König von Eleusis stiftete Triptolemos dann die Thesmophorien.
Im Zusammenhang mit dem von Drachen gezogenen Wagen, der dem Wagen der Demeter entspricht, erzählt Pausanias außerdem, dass, als Triptolemos sich bei Eumelos von Patrai aufhielt, während er schlief, Antheias, der Sohn des Eumelos, den Wagen bestieg und selbst zu säen versuchte. Er stürzte dabei aber ab und wurde getötet, ähnlich wie Phaeton, der vom Wagen des Sonnengottes stürzte und umkam. Zu seinem Gedächtnis gründeten Triptolemos und Eumelos die Stadt Antheia.
Zweimal wurde erzählt, dass man dem Überbringer der Gabe der Demeter übel mitzuspielen versuchte: Hyginus berichtete, Charnabon, König der thrakischen Geten, hätte ihm nachgestellt und einen der beiden Drachen getötet, Demeter versetzte den Charnabon zur Strafe zusammen mit dem getöteten Drachen an den Himmel, wo er als Sternbild des Schlangenträgers (Ophiuchus) erscheint. Und bei Ovid versucht der König Lynkeus Triptolemos im Schlaf zu erdolchen, wofür er von Demeter in einen Luchs verwandelt wird.
Bei Platon (Apologie 41a) ist Triptolemos als ein Halbgott einer der Totenrichter.
Als Sohn des Triptolemos wird der eleusinische Herrscher Krokon genannt.

## Kult
Verehrt wurde Triptolemos besonders in Athen und Eleusis. Pausanias zufolge befanden sich in Athen oberhalb der Quelle des Peisistratos zwei Tempel, ein der Demeter und der Kore geweihter und ein Tempel des Triptolemos mit einem Kultbild. In Eleusis gab es auch einen Tempel des Triptolemos und auf dem Rarion pedion, dem „Feld des Raros“, auf dem erstmals das heilige Korn der Demeter ausgesät wurde, gibt es eine Dreschtenne und einen Altar des Triptolemos.

## Ikonographie

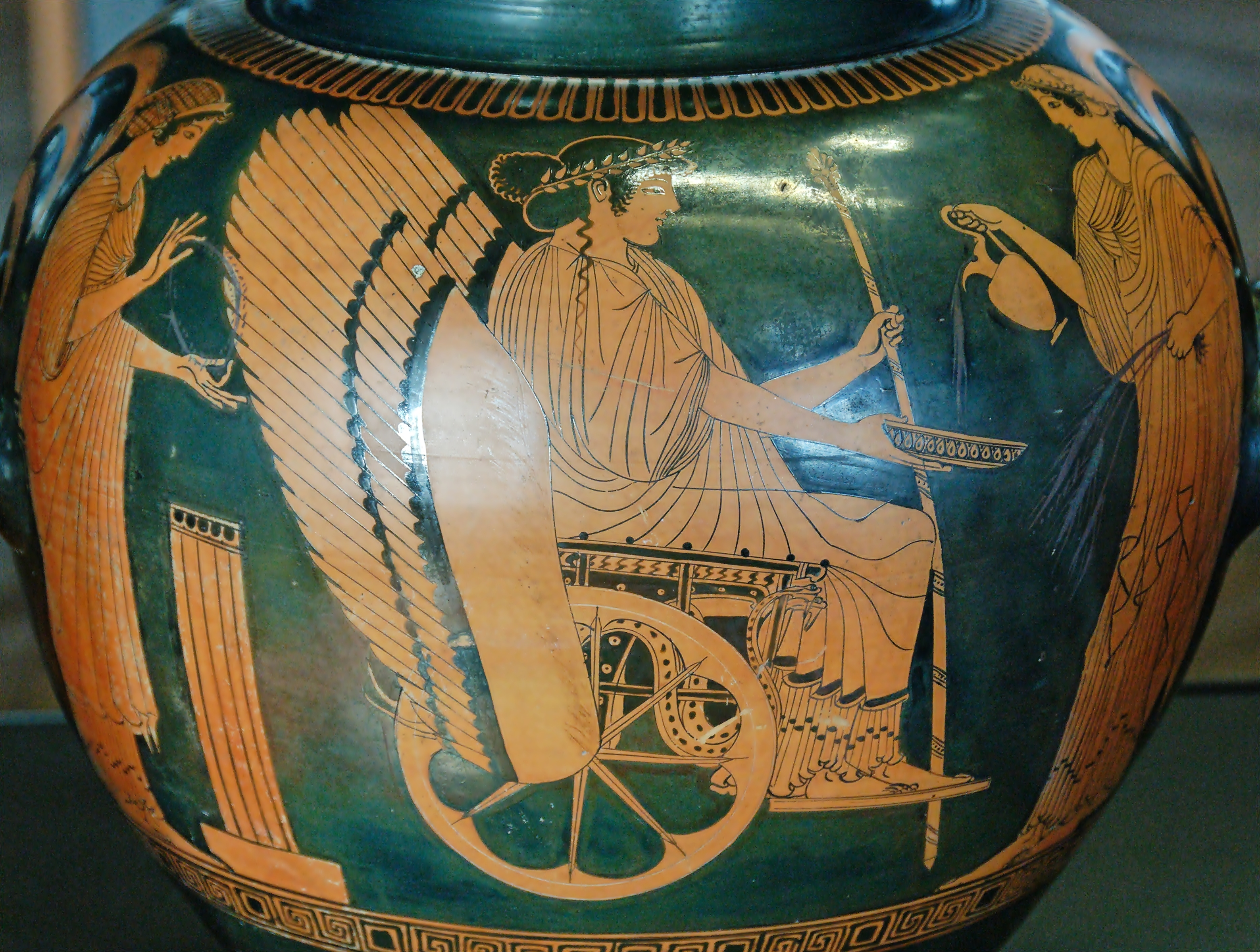
Ausfahrt des Triptolemos (Triptolemos-Maler, Louvre, Paris)

In klassischer Zeit wurde Triptolemos vorwiegend auf rotfiguriger Keramik dargestellt, meist als Knabe, auf dem Drachenwagen sitzend, mit Kore oder Demeter, beispielsweise auf dem namengebenden Stamnos des Triptolemos-Malers (Louvre, G 187). Der Wagen wird als mit Flügeln versehen dargestellt. Ein von Schlangen oder Drachen gezogenes Gefährt erscheint erst in den nachantiken Abbildungen.
Bedeutendste Darstellung ist Triptolemos als nackter Knabe zwischen Demeter und Kore auf dem großen Relief von Eleusis, vermutlich ein Werk aus dem Phidias-Kreis, heute im Archäologischen Nationalmuseum in Athen. Es ist allerdings nicht unbestritten, ob hier tatsächlich Triptolemos dargestellt wird.
In nachantiker Zeit gibt es kaum noch Darstellungen, abgesehen von den Illustrationen zu der Verwandlung des tückischen Königs Lynkeus in einen Luchs aus den Metamorphosen des Ovid und anderen, von dieser Ovid-Episode inspirierten Werken.